# جایزه چارلز استارک دراپر
جایزهٔ دراپر یا جایزهٔ چارلز استارک دراپر (به انگلیسی: Charles Stark Draper Prize)، یکی از سه جایزه نوبل مهندسی است که از سوی آکادمی ملی مهندسی ایالات متحده به کسانی که در پیشرفت مهندسی و آموزش و پرورش عمومی نقش داشته‌اند مبلغ ۵۰۰٫۰۰۰ دلار اهدا می‌شود. عنوان این جایزه به افتخار چارلز استارک دراپر دانشمند و مهندس آمریکایی انتخاب شده‌است. جایزهٔ راس و جایزهٔ گوردون از جمله جایزه‌های آکادمی ملی مهندسی می‌باشند.

## فهرست برندگان جایزه دراپر
| سال  | نام برنده          | تولد                | دلیل                            |
| ---- | ------------------ | ------------------- | ------------------------------- |
| ۱۹۸۹ | جک کیلبی           | ایالات متحده آمریکا | اختراع و توسعه تراشه            |
| ۱۹۸۹ | رابرت نویس         | ایالات متحده آمریکا | اختراع و توسعه مدار مجتمع       |
| ۱۹۹۱ | سرفرانک ویلت       | بریتانیا            | اختراع موتور توربوجت            |
| ۱۹۹۱ | هانس فون اُهاین     | آلمان               | اختراع جت                       |
| ۱۹۹۳ | جان بکوس           | ایالات متحده آمریکا | ایجاد زبان فرترن                |
| ۱۹۹۵ | جان رابینسون پیرس  | ایالات متحده آمریکا | توسعه فناوری ارتباطات ماهواره‌ای |
| ۱۹۹۵ | هارولد روزن        | ایالات متحده آمریکا | توسعه فناوری ارتباطات ماهواره‌ای |
| ۱۹۹۷ | ولادیمیر هائِن‌سل    | ایالات متحده آمریکا | فرایند شیمیایی                  |
| ۱۹۹۹ | چارلز کائو         | تایوان              | توسعه فیبر نوری                 |
| ۱۹۹۹ | رابرت مورر         | ایالات متحده آمریکا | توسعه فیبر نوری                 |
| ۱۹۹۹ | جان مک‌چِسنی         | ایالات متحده آمریکا | توسعه فیبر نوری                 |
| ۲۰۰۱ | وینتون سرف         | ایالات متحده آمریکا | توسعه اینترنت                   |
| ۲۰۰۱ | باب کان            | ایالات متحده آمریکا | توسعه اینترنت                   |
| ۲۰۰۱ | لئونارد کلین‌رُک     | ایالات متحده آمریکا | توسعه اینترنت                   |
| ۲۰۰۱ | لارنس رابرت        | ایالات متحده آمریکا | توسعه اینترنت                   |
| ۲۰۰۲ | رابرت لانگر        | ایالات متحده آمریکا | انقلابی در رسانش دارویی         |
| ۲۰۰۳ | برادفورد پارکینسون | ایالات متحده آمریکا | توسعه سامانه موقعیت‌یاب جهانی    |
| ۲۰۰۳ | الکساندر ایوان     | ایالات متحده آمریکا | توسعه سامانه موقعیت‌یاب جهانی    |
| ۲۰۰۴ | آلن کورتیس کی      | ایالات متحده آمریکا | زیراکس آلتو                     |
| ۲۰۰۴ | باتلر لمپسون       | ایالات متحده آمریکا | زیراکس آلتو                     |
| ۲۰۰۴ | رابرت ویلیام تیلور | ایالات متحده آمریکا | زیراکس آلتو                     |